# Operación León Marino
La operación León Marino (en alemán: Unternehmen Seelöwe; en inglés: Operation Sea Lion) fue el nombre en clave que utilizó la Alemania nazi para planear la invasión de Gran Bretaña durante la batalla de Inglaterra en 1940, en el inicio de la Segunda Guerra Mundial. Dicha invasión nunca llegó a ejecutarse, si bien sus preparativos fueron muy intensos y la amenaza de invasión se mantuvo durante varios meses, primero para mantener una presión psicológica sobre el pueblo y el gobierno británicos, y posteriormente para encubrir los planes alemanes de ataque contra la Unión Soviética.

## Inicio del plan de invasión

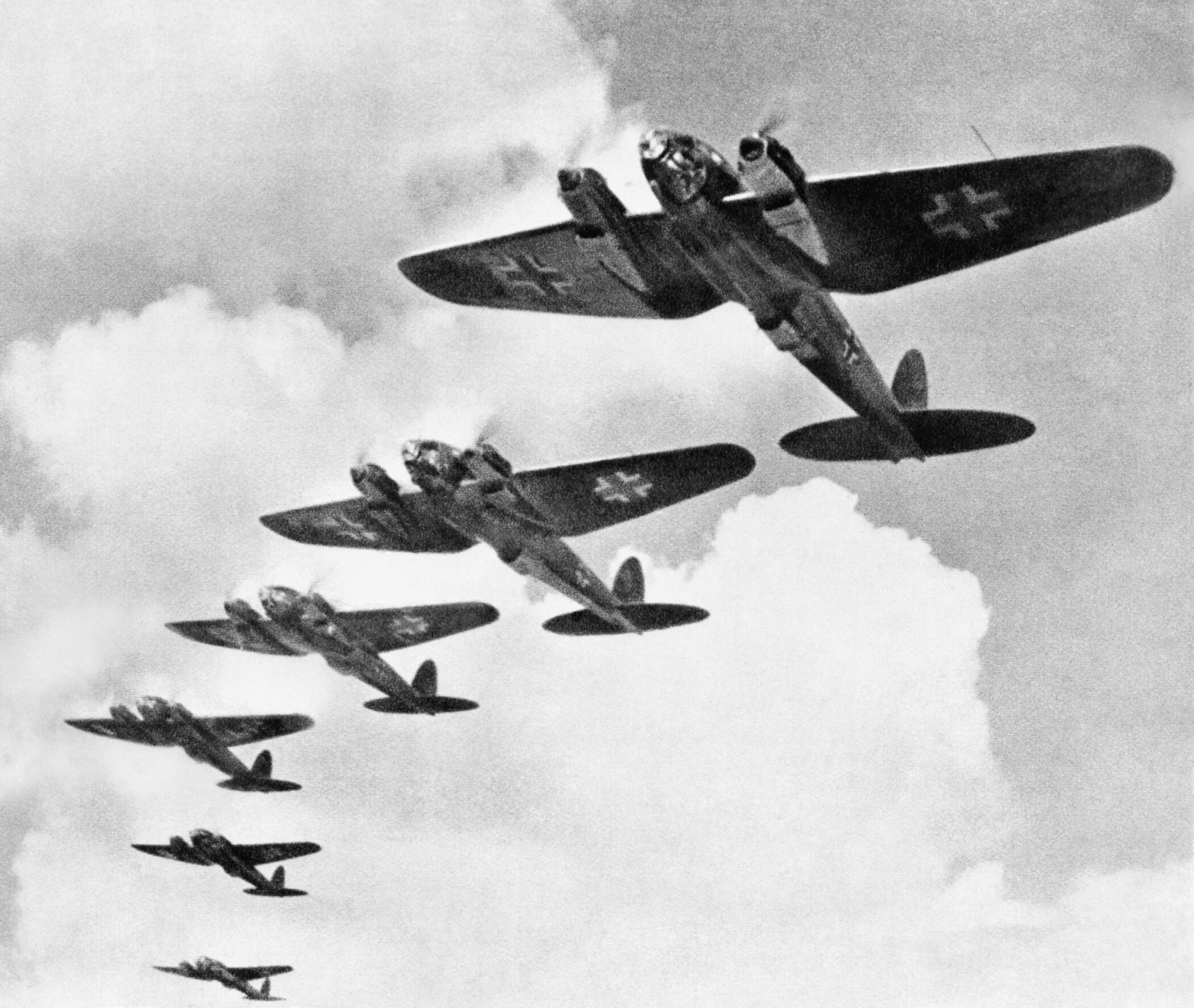
El fracaso de la fuerza aérea alemana en su lucha contra la británica durante la batalla de Inglaterra fue un factor clave para la cancelación de este plan.

El plan fue mencionado por primera vez ante Hitler en una reunión el 21 de mayo de 1940, si bien la Kriegsmarine había estudiado la invasión ya en noviembre de 1939 (Plan Norte-Oeste), según órdenes del gran almirante Erich Raeder fechadas en el diario de guerra del mando de la Kriegsmarine el 15 de noviembre de 1939.

### Norte-Oeste
El Plan Norte-Oeste, como sería conocido hasta julio de 1940, planteaba una invasión por sorpresa a pequeña escala en las zonas de Yarmouth y Lowestoft, con tres o cuatro divisiones de infantería y aerotransportadas seguidas por una segunda oleada que incluiría divisiones panzer y motorizadas. No solo las zonas de desembarco eran distintas de las definitivamente escogidas, también los puntos de embarque diferían: fundamentalmente se contaba con poder utilizar puertos en el mar del Norte y el Báltico, dado que en el momento de gestación del Plan Norte-Oeste no se contaba aún con las bases en los Países Bajos y Francia que proporcionaría la campaña de mayo y de junio de 1940 (Caso Amarillo). 
El alto mando de la Luftwaffe reseñó el 30 de diciembre de 1939, examinando el plan, que «la operación planeada puede ser considerada únicamente en condiciones de absoluta superioridad aérea», dada la incapacidad de la Kriegsmarine para proporcionar una adecuada escolta a los transportes que se utilizasen para la invasión, puesto que la Royal Navy tenía un poderío muy superior al alemán en buques de superficie.

### Avances en mayo y junio de 1940
Con el éxito alemán en las primeras fases de la batalla de Francia, el gran almirante Raeder planteó a Hitler la posibilidad de una invasión, discutiéndolo en privado con él en una reunión el 21 de mayo de 1940 (según la entrada recogida al respecto en el diario del mando de la Kriegsmarine: «el Führer y el comandante en jefe de la Kriegsmarine discuten en privado detalles sobre la invasión del Reino Unido, en la que el comando de la Kriegsmarine ha estado trabajando desde noviembre»). Hitler no mostró un particular interés en la invasión, sobre la que tal vez Raeder le advirtió de sus grandes dificultades.

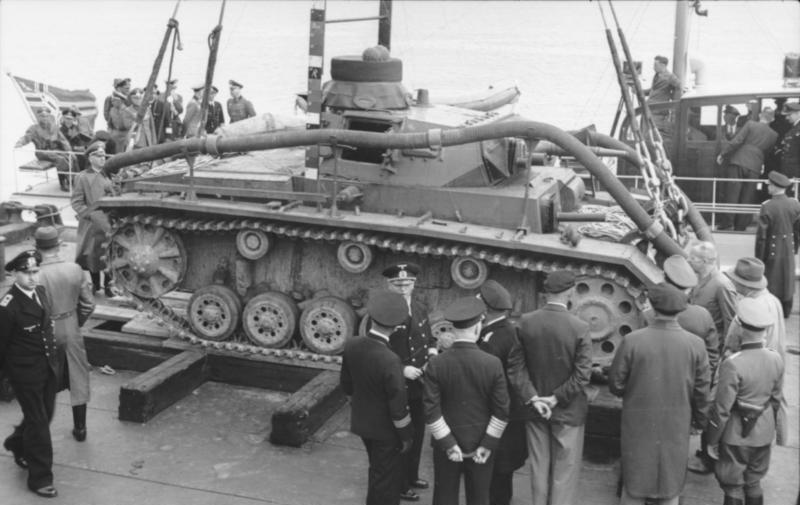
Uno de los 54 PzKpfw III preparados para la invasión.

Solo cuando se hizo patente que el gobierno británico no estaba dispuesto a entablar negociaciones de paz, Hitler, muy reticentemente, permitió que se analizase y planificase la operación. De forma autónoma, el Contraalmirante Fricke había elaborado ya el 27 de mayo un memorándum bajo el nombre «Estudio Inglaterra», sobre la base de «Norte-Oeste», en el que las zonas de desembarco se situaban bien en la zona entre Portland y Yarmouth, bien entre el estuario del Támesis y Newcastle. En ese memorándum se reflejaba ya la imposibilidad de conseguir una sorpresa en la operación, así como sus numerosos peligros. Durante junio se suceden distintas conversaciones y aproximaciones en el bando alemán respecto de la posibilidad de invasión. Problemas como la falta de naves de desembarco especializadas para tal tarea dan lugar a anécdotas como la propuesta del Profesor Gottfried Feder, del Ministerio de Economía del Reich, que abogaba desde abril de 1940 por construir unos «cocodrilos de guerra» capaces de transportar 200 hombres en su interior bajo el mar, una posibilidad que únicamente se abandonó en julio de 1940, pese al interés que despertó en Franz Halder, jefe de Estado Mayor alemán. En ese período también se adaptan un cierto número de tanques para dotarlos de capacidades sumergibles.

### La Directriz número 16
La falta de signos de que el gobierno británico se aviniese a capitular llevó finalmente a que en julio se cursaran las órdenes para preparar la invasión, que se concretó en la directriz número 16, del 16 de julio de 1940. Como nota curiosa, la operación se denominaba en el borrador de Directiva «León», siendo al parecer el propio Hitler el que cambió el nombre a «León Marino». La directiva concebía la operación como un cruce a gran escala de un río, no considerando otra opción que el cruce del Canal por el punto más estrecho del mismo. 

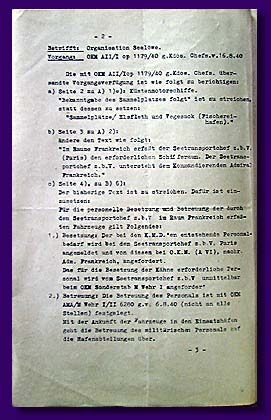
Extracto de la Directiva número 16.

#### Enfoque inicial del plan de invasión

Plan alemán de invasión del sur de Inglaterra.

El plan volvía al planteamiento original de «operación por sorpresa» ya enunciado en «Norte-Oeste». Se sugería la oportunidad de acciones preliminares, como la toma de la isla de Wight o Cornualles, con un calendario general que indicaba que todos los preparativos debían estar terminados para el 15 de agosto. Ciertas condiciones preliminares se exigían para acometer la acción de desembarco propiamente dicha:
1. El poder ofensivo de la RAF debía ser reducido hasta el punto de evitar que interfiriese con el cruce del estrecho.
2. Las rutas marinas debían ser despejadas de minas enemigas, al tiempo que se situaban densos campos de minas propios en ambos flancos de los puntos de desembarco (en el estrecho de Dover y la zona occidental del Canal, entre Aldernay y Portland), a fin de prevenir la entrada de fuerzas navales enemigas.
3. Poderosas fuerzas de artillería costera deberían utilizarse para dominar y proteger el cruce del Canal.
4. Por último, se sugería que las fuerzas navales británicas debían ser hostigadas en el mar del Norte, al tiempo que las fuerzas navales italianas apoyaban la acción atacando a la Royal Navy en el Mediterráneo poco antes del desembarco.

La cadena de mando de la operación situaba a Hitler como máximo responsable, con Brauchitsch, Raeder y Göring al frente de las fuerzas de tierra, mar y aire, respectivamente. Para esta operación se dispuso que el mando alemán tendría sus cuarteles generales en la zona de Schloss Ziegenberg.
Cada rama de la Wehrmacht tenía tareas muy detalladas en la Directiva. El Heer debía ocuparse del plan de operaciones de las fuerzas que compondrían la primera oleada, así como de disponer elementos para las subsiguientes. La Kriegsmarine debía ocuparse de reunir los medios necesarios para el transporte en los puertos de invasión, así como de proteger el cruce con las fuerzas disponibles. En cuanto a la Luftwaffe, además de corresponderle la tarea clave de eliminar la amenaza de la RAF, proporcionaría escolta aérea a la flota de invasión y a los convoyes de suministros que la seguirían y colaboraría también con el ejército una vez se produjera el desembarco, neutralizando las defensas costeras en las zonas de desembarco.
Las fuerzas de desembarco asignadas por el Ejército de Tierra (Heer) consistían en el Grupo de Ejércitos A bajo el mando del mariscal Von Rundstedt. El 9.º y 16.º ejércitos lanzarían así un asalto en tres oleadas según el trazado definitivo de la operación. La primera la compondrían seis divisiones, divididas en dos grupos (unos 90 100 hombres), previéndose el refuerzo de siete divisiones más en las siguientes oleadas, totalizando 260 400 hombres, 61 983 caballos y 34 200 vehículos (incluyendo tanques, artillería y baterías antiaéreas ligeras de la Luftwaffe). Sin embargo, ese planteamiento no era el que había esperado inicialmente el Ejército de Tierra. Los alemanes esperaban usar un millón de soldados en la conquista de la isla.

#### Disputas en torno al frente de desembarco
La primera instrucción del Ejército de Tierra sobre el despliegue de fuerzas para la invasión databa del 17 de julio de 1940. En ese primer enfoque se hablaba de una primera oleada consistente en trece divisiones. Ese despliegue contaba con un amplio frente de desembarco: seis divisiones bajo el mando de Busch desembarcarían entre Ramsgate y Bexhill, mientras que cuatro más, bajo el mando de Strauss (9 Ejército) lo harían entre Ramsgate y la isla de Wight. Por añadidura, tres divisiones del 6.º Ejército (Reichenau) harían un tercer desembarco en Lyme Bay, entre Weymouth y Lyme Regis. Eso suponía un total de 90.000 hombres solo para la primera oleada, con un total de 260 000 tras tres días. La segunda oleada supondría además el transporte de ambiciosos elementos mecanizados (seis divisiones panzer y tres divisiones motorizadas), hasta un total de treinta y nueve divisiones más dos aerotransportadas. La operación en su conjunto, según el punto de vista de Brauchitsch, sería «relativamente sencilla y podía completarse en un mes».
Tal ambicioso planteamiento originó desde el principio una fuerte oposición por parte de la Kriegsmarine. Un gran número de documentos ilustran las opiniones cruzadas en ese sentido entre el Ejército de Tierra y la Armada alemanas. Según la Armada, la capacidad de transporte que ese despliegue requería estaba totalmente fuera de sus posibilidades, sin contar con las dificultades de protección de los flancos al extenderse el frente de invasión. Desde el 21 de julio, Hitler era consciente de los distintos puntos de vista: en una conferencia celebrada ese día con Brauchitsch, Raeder y Jeschonnek (jefe del Estado Mayor de la Luftwaffe), hizo una consideración de la situación general de la guerra en la que menciona por vez primera la posibilidad de atacar a Rusia y no a Gran Bretaña, dando instrucciones al Estado Mayor para que comenzase a considerar las posibilidades de lanzar un ataque contra la URSS en otoño de 1940. En esa reunión señaló que la Operación León Marino era una «empresa sumamente peligrosa», que no podía ser concebida como la del cruce de un río, sino «de un mar dominado por el enemigo», dictaminando que para llevarla a cabo sería indispensable emplear cuarenta divisiones. En conclusión, para Hitler la invasión debía ser acometida «únicamente si otros medios no bastaban para someter a Gran Bretaña». Con todo, instruyó a la Kriegsmarine para que finalizase sus preparativos con la fecha del 15 de septiembre de 1940 como límite.

#### La ofensiva aérea
Un requisito esencial de la operación, como se ha señalado, era la superioridad aérea, clave para que pudiese mantenerse a la Royal Navy fuera de los Estrechos. Por ello, la primera parte de la operación consistió en grandes ataques aéreos en varias fases, realizados por tres Luftflottes (la II y la III desde Francia y la V desde Noruega). En la primera de las fases, se entablaron encuentros a pequeña escala en el Canal, que culminaron con la interrupción del paso de convoyes británicos a la luz del día. En la segunda fase, a partir de agosto de 1940, la Luftwaffe intentó destruir el aparato defensivo aéreo británico en el sudeste de Inglaterra, para lo que se desencadenó la llamada operación Día del Águila (Unternehmen Adler). A finales de agosto de 1940, la situación del Grupo 12 de caza de la RAF era tan desastrosa que el Jagdführer 2 de la Luftflotte II afirmaba el 29 de ese mes que «la supremacía ilimitada en cazas» era ya un hecho. Sin embargo la incompetencia de Goering y el cambio de objetivo de la Luftwaffe a partir del 7 de septiembre de 1940, cuando, a consecuencia de los ataques de represalia ordenados por el bombardeo británico de Berlín a fines de agosto, se interrumpieron los ataques masivos contra aeródromos y se tomó como blancos principales Londres y las ciudades de producción bélica, hicieron que no se consiguiese la deseada y necesaria supremacía y los mandos alemanes recapacitasen sobre la oportunidad de la invasión.

## Posibilidades de éxito
Hermann Göring, comandante en jefe de la Luftwaffe, creía que la invasión no podía tener éxito y dudaba de que la fuerza aérea alemana pudiera obtener el control indiscutible de los cielos; sin embargo, esperaba que una victoria rápida en la Batalla de Inglaterra obligaría al gobierno del Reino Unido a negociar, sin necesidad de una invasión. Ya en julio de 1939, Josef Schmid, el jefe de inteligencia de la Luftwaffe, había concluido que el ataque aéreo por sí solo no podía derrotar a Gran Bretaña y que se requeriría una invasión terrestre. Adolf Galland, quien se convirtió en comandante de los cazas de la Luftwaffe más tarde en la guerra, afirmó que los planes de invasión no eran serios y que había una sensación palpable de alivio en la Wehrmacht cuando finalmente se canceló la operación de invasión. Gerd von Rundstedt también adoptó este punto de vista y pensó que Hitler nunca tuvo la intención seria de invadir Gran Bretaña; estaba convencido de que todo era un engaño para presionar al gobierno británico para que llegara a un acuerdo después de la caída de Francia. Observó que Napoleón anteriormente no había logrado invadir el país y que los planificadores de León Marino no parecían haber resuelto las dificultades que lo desconcertaban. De hecho, en noviembre de 1939, el personal naval alemán elaboró un estudio sobre la posibilidad de una invasión de Gran Bretaña y concluyó que se requerían dos condiciones previas, superioridad aérea y naval, ninguna de las cuales Alemania había tenido nunca. Karl Dönitz creía que la superioridad aérea no era suficiente y admitió: "No poseíamos ni el control del aire ni del mar; ni estábamos en posición de conseguirlo". Raeder pensaba que sería imposible para Alemania intentar una invasión hasta la primavera de 1941; en cambio pidió que se invadiera Malta británica y el Canal de Suez para que las fuerzas alemanas pudieran unirse con las fuerzas japonesas en el Océano Índico para provocar el colapso del Imperio Británico en el Lejano Oriente e impedir que los estadounidenses pudieran utilizar bases británicas si Estados Unidos entraba en la guerra.
Ya el 14 de agosto de 1940, Hitler había dicho a sus generales que no intentaría invadir Gran Bretaña si la tarea parecía demasiado peligrosa, antes de agregar que había otras formas de derrotar al Reino Unido además de invadirlo.
En su historia de la Segunda Guerra Mundial, Churchill afirmó: "Si los alemanes hubieran tenido en 1940 fuerzas anfibias bien entrenadas [y equipadas], su misión habría sido una esperanza perdida frente a nuestro poderío marítimo y aéreo. De hecho, no tenían ni las herramientas ni el entrenamiento". Añadió: "Hubo de hecho algunos que, por razones puramente técnicas y por el efecto que tendría la derrota total de su expedición en la guerra en general, se contentaron con verlo intentarlo".
Aunque la Operación León Marino nunca se intentó, ha habido mucha especulación sobre su resultado hipotético. La gran mayoría de los historiadores militares, incluidos Peter Fleming, Derek Robinson y Stephen Bungay, han expresado la opinión de que tenía pocas posibilidades de éxito y lo más probable es que hubiera resultado en un desastre para los alemanes. Fleming afirma que es dudoso que la historia ofrezca un mejor ejemplo de un vencedor que casi le ofrece a su enemigo vencido la oportunidad de infligirle una derrota rotunda. Len Deighton y algunos otros escritores han llamado a los planes anfibios alemanes un "Dunkerque al revés".  Robinson argumenta que la enorme superioridad de la Marina Real sobre la Kriegsmarine habría convertido a León Marino en un desastre. Andrew Gordon, en un artículo para el Royal United Services Institute Journal está de acuerdo con esto y es claro en su conclusión de que la Marina alemana nunca estuvo en condiciones de montar la operación León Marino, independientemente de cualquier resultado realista de la Batalla de Inglaterra. En su historia alternativa ficticia Invasión: la invasión alemana de Inglaterra, julio de 1940, Kenneth Macksey propone que los alemanes podrían haber tenido éxito si hubieran comenzado los preparativos rápida y decisivamente incluso antes de las evacuaciones de Dunkerque, y la Marina Real británica por alguna razón se hubiera abstenido de una intervención a gran escala, aunque en la práctica los alemanes no estaban preparados para un comienzo tan rápido de su asalto. El historiador oficial alemán de guerra naval, el vicealmirante Kurt Assmann, escribió en 1958: "Si la Fuerza Aérea alemana hubiera derrotado a la Fuerza Aérea Real Británica tan decisivamente como había derrotado a la Fuerza Aérea Francesa unos meses antes, estoy seguro de que Hitler habría dado la orden de que se lanzara la invasión, y la invasión con toda probabilidad habría sido aplastada".
En 2016, Robert Forczyk propuso una perspectiva alternativa, muy minoritaria, en We march against England (Marchamos contra Inglaterra). Forczyk afirma aplicar una evaluación mucho más realista de las fortalezas y debilidades relativas de las fuerzas alemanas y británicas, y desafía las opiniones presentadas por escritores anteriores de que la Marina Real Británica podría haber abrumado fácilmente a las unidades navales alemanas que protegían la flota de invasión de la primera oleada. Su evaluación coincide con la que surge del simulacro de guerra León Marino Sandhurst de 1974 (ver más abajo) de que la primera oleada probablemente habría cruzado el Canal y establecido un asentamiento alrededor de las playas de desembarco en Kent y East Sussex sin pérdidas importantes, y que las fuerzas británicas defensoras habrían tenido pocas probabilidades de desalojarlos una vez en tierra. Sin embargo, propone que el desembarco alemán más occidental en la playa "E" no podría haberse mantenido durante mucho tiempo contra las fuerzas terrestres, navales y aéreas británicas que contraatacaban, y que, en consecuencia, estas unidades alemanas habrían tenido que abrirse paso hacia el este, abandonando cualquier aspiración de mantener Newhaven. En ausencia de acceso a un puerto importante y con continuas pérdidas de buques de transporte de tropas alemanes por ataques submarinos, Forczyk sostiene que los arreglos propuestos para el desembarco de la segunda oleada en las playas habrían sido completamente imprácticables una vez que el clima otoñal e invernal llegara al Canal, por lo que la primera oleada quedaría varada en Kent como una "ballena varada" sin blindaje sustancial, transporte o artillería pesada, incapaz de salir y amenazar a Londres. Sin embargo, Forczyk no acepta que necesariamente se hubieran rendido, señalando la decidida resistencia de las fuerzas alemanas rodeadas en Stalingrado y Demyansk. Sugiere que posiblemente podrían haber resistido hasta 1941, sostenidos por una operación rápida de reabastecimiento nocturno de barcos pequeños en Folkestone (y tal vez Dover), manteniendo la posibilidad de negociar su retirada en la primavera de 1941 bajo una tregua acordada con el gobierno británico.

### Logística
Cuatro años después, los desembarcos aliados del Día D en Normandía mostraron la cantidad de material que había que desembarcar continuamente para mantener una invasión anfibia. El problema para los alemanes era peor, ya que el ejército alemán estaba en su mayoría tirado por caballos. Uno de sus principales dolores de cabeza habría sido transportar miles de caballos a través del Canal. La inteligencia británica calculó que la primera oleada de 10 divisiones (incluida la división aerotransportada) requeriría un promedio diario de 3.300 toneladas de suministros. De hecho, en Rusia en 1941, cuando se enfrentaban a duros combates (al final de una línea de suministro muy larga), una sola división de infantería alemana necesitaba hasta 1.100 toneladas de suministros al día, aunque una cifra más habitual sería de 212 a 425 toneladas por día. La cifra más pequeña es más probable que se deba a las distancias muy cortas que tendrían que viajar los suministros. Las tropas alemanas de la primera oleada debían recibir raciones para dos semanas, ya que se había ordenado a los ejércitos que vivieran de la tierra en la medida de lo posible para minimizar el suministro a través del Canal durante la fase inicial de la batalla. La inteligencia británica calculó además que Folkestone, el puerto más grande que se encontraba dentro de las zonas de desembarco alemanas planificadas, podría manejar 150 toneladas por día en la primera semana de la invasión (suponiendo que todo el equipo del muelle fuera demolido con éxito y que los bombardeos regulares de la RAF redujeran la capacidad en un 50%). En siete días, se esperaba que la capacidad máxima aumentara a 600 toneladas por día, una vez que los equipos de tierra alemanes hubieran reparado los muelles y despejado el puerto de cualquier barco bloqueador y otros obstáculos. Esto significaba que, en el mejor de los casos, las nueve divisiones de infantería y una división aerotransportada alemanas que desembarcaron en la primera oleada recibirían menos del 20% de las 3.300 toneladas de suministros que necesitaban cada día a través de un puerto y tendrían que depender en gran medida de lo que pudiera traerse directamente desde las playas o transportarse por aire a las pistas de aterrizaje capturadas.
Se podría haber esperado que la exitosa captura de Dover y sus instalaciones portuarias agregara otras 800 toneladas por día, lo que elevaría al 40% la cantidad de suministros que llegaban a través de los puertos. Sin embargo, esto se basó en la suposición poco realista de que la Royal Navy y la RAF habrían tenido poca o ninguna interferencia con los convoyes de suministro alemanes, que habrían estado compuestos por buques de navegación interior de poca potencia (o sin potencia, es decir, remolcados) mientras se desplazaban lentamente entre el continente a las playas de invasión y los puertos capturados.

### Clima
Del 19 al 26 de septiembre de 1940, las condiciones del mar y del viento en el Canal de la Mancha, donde se iba a producir la invasión, fueron buenas en general, y era posible cruzarlo, incluso utilizando barcazas fluviales reconvertidas, siempre que el estado del mar se mantuviera a menos de 4, lo que en su mayor parte fue así. Los vientos durante el resto del mes se calificaron de "moderados" y no habrían impedido que la flota de invasión alemana depositara con éxito las tropas de la primera oleada en tierra durante los diez días necesarios para lograrlo. Desde la noche del 27 de septiembre, prevalecieron fuertes vientos del norte, lo que hizo que la travesía fuera más peligrosa, pero las condiciones de calma regresaron el 11 y 12 de octubre y nuevamente del 16 al 20 de octubre. Después de eso, prevalecieron vientos ligeros del este que habrían ayudado a cualquier embarcación de invasión que viajara desde el continente hacia las playas de la invasión. Pero a finales de octubre, según los registros del Ministerio del Aire británico, vientos del suroeste muy fuertes (fuerza 8) habrían prohibido que cualquier embarcación no marítima se arriesgara a cruzar el Canal.

### Inteligencia alemana
Al menos 20 espías fueron enviados a Gran Bretaña en barco o en paracaídas para reunir información sobre las defensas costeras británicas bajo el nombre clave "Operación Lena"; muchos de los agentes hablaban un inglés limitado. Todos los agentes fueron capturados rápidamente, y muchos fueron convencidos de desertar por el Sistema de Doble Cruz del MI5, proporcionando desinformación a sus superiores alemanes. Se ha sugerido que los esfuerzos de espionaje "amateur" fueron el resultado de un sabotaje deliberado por parte del jefe de la oficina de inteligencia del ejército en Hamburgo, Herbert Wichmann, en un esfuerzo por prevenir una desastrosa y costosa invasión anfibia; Wichmann era crítico del régimen nazi y tenía estrechos vínculos con Wilhelm Canaris, el jefe de la Abwehr, la agencia de inteligencia militar alemana.
Aunque algunos errores podrían no haber causado problemas, otros, como la inclusión de puentes que ya no existían, y la incomprensión de la utilidad de las carreteras británicas menores habrían sido perjudiciales para las operaciones alemanas y habrían aumentado la confusión causada por el diseño de las ciudades británicas (con su laberinto de carreteras estrechas y callejones) y la eliminación de las señales de tráfico.

## Aplazamientos y abandono del plan

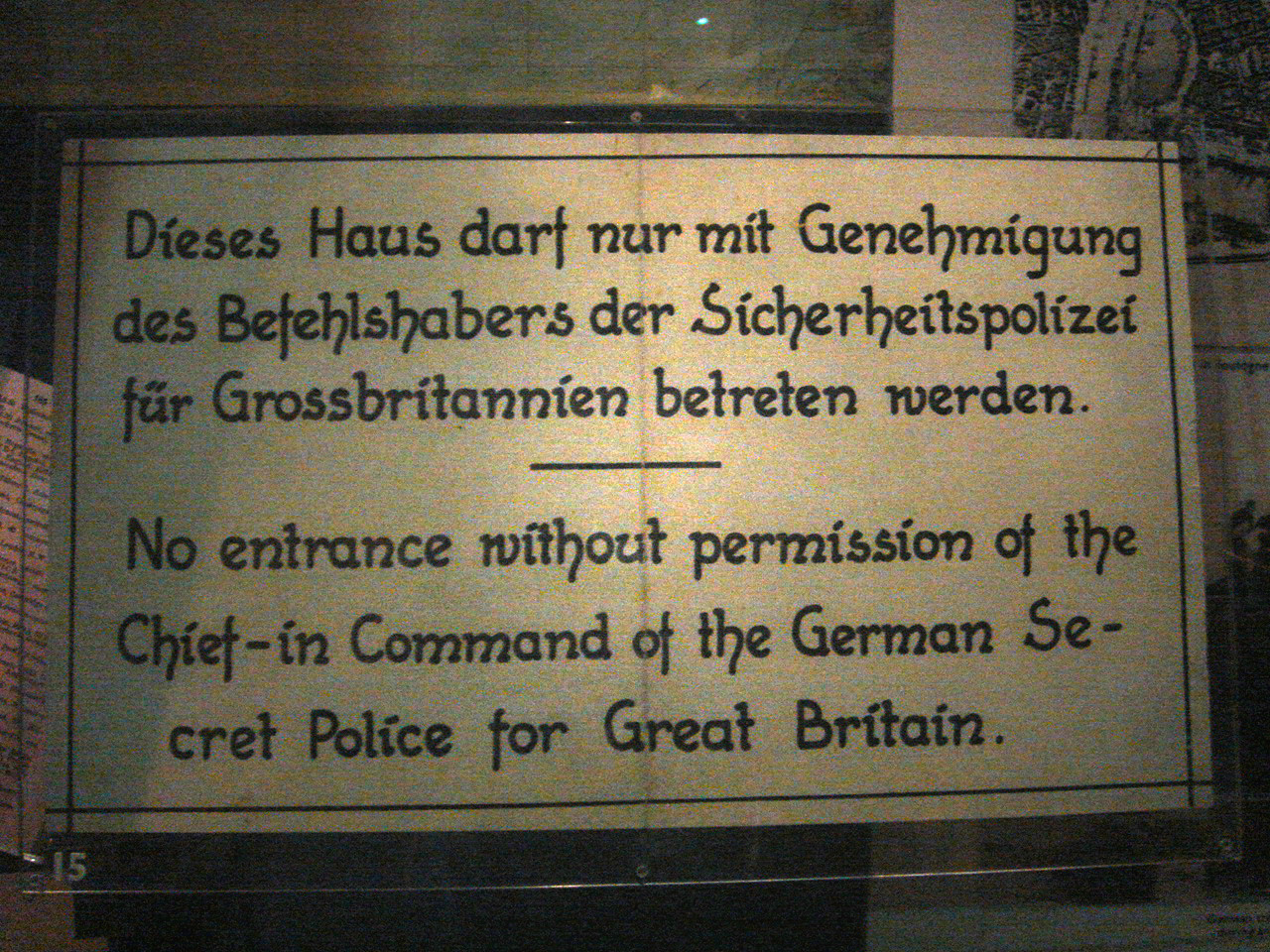
Cartel impreso por la policía alemana en preparación de la invasión.

Tras los distintos aplazamientos en septiembre de 1940, el 12 de octubre el plan se cancela por una nueva Directiva del Führer, señalándose que durante el invierno la operación León Marino se mantendría únicamente como un medio de ejercer presión política contra Inglaterra, anunciándose que en primavera de 1941 se analizaría nuevamente si debía activarse por completo el dispositivo de invasión (que tendría por fecha orientativa el mes de mayo de 1941).
En noviembre de 1940 la invasión aún parece tentar a Hitler, pero en diciembre señala a Von Brauchitsch que «no consideraba ya posible la realización de León Marino». En la primavera de 1941, León Marino parece ser un gigantesco farol destinado a distraer al mundo del ataque contra la URSS; así, el 24 de abril Von Brauchitsch emite órdenes para la operación Haifisch (Tiburón). Bajo esta denominación se emiten instrucciones detalladas para el desembarco en Inglaterra el 1 de mayo de 1941, esencialmente basadas en las indicaciones de Von Brauchitsch al Ejército de Tierra de 31 de agosto de 1940 sobre la operación León Marino, con la salvedad de que en «Tiburón» los puertos de invasión se sitúan en un frente más amplio, entre Róterdam y Cherburgo.
Los planes de invasión de Rusia y el inicio de la misma hacen que se pospusiera nuevamente su toma en consideración hasta 1942, año en que el plan es abandonado definitivamente por Alemania. Concretamente, el 13 de febrero de 1942 Raeder solicita a Hitler la cancelación definitiva de todos los preparativos, y tras consentir Hitler a esta petición, Alfred Jodl emite el 2 de marzo una Directiva indicando que, de reanudarse la operación, se darían órdenes con un año de antelación.

## Simulación del plan después de la guerra
En 1974 se llevó a cabo un juego de guerra en la Real Academia Militar de Sandhurst. El juego de guerra fue organizado por el periódico inglés Daily Telegraph y el Dr. Paddy Griffith del Departamento de Estudios de Guerra en Sandhurst. Los árbitros británicos fueron el mariscal jefe del aire Christopher Foxley-Norris (aire), el contralmirante Teddy Gueritz (naval) y el general de división Glyn Gilbert (tierra). Los árbitros alemanes fueron el general Adolf Galland (aire), el almirante Friedrich Ruge (naval) y el general Heinrich Trettner (tierra).
Los controladores del juego asumieron que la Luftwaffe no había desviado sus operaciones diurnas para bombardear Londres el 7 de septiembre de 1940, sino que había continuado su asalto contra las bases aéreas de la RAF en el sudeste. En consecuencia, el Alto Mando alemán, basándose en afirmaciones enormemente exageradas de cazas de la RAF derribados, tenía la impresión errónea de que para el 19 de septiembre la fuerza de cazas de primera línea de la RAF había caído a 140 (frente a una cifra real de más de 700); y por lo tanto, que la superioridad aérea alemana efectiva podría lograrse en breve.
Según el juego de guerra, la primera oleada de ataque alemán se lanzó al amanecer del 22 de septiembre de 1940 y consistió en 8.000 tropas aerotransportadas y 80.000 de infantería que desembarcaron en operaciones anfibias. La flota de invasión alemana solo sufrió pérdidas menores debido a los torpederos, sin embargo, alrededor del 25% de las barcazas utilizadas para el primer escalón se perdieron después de ser destruidas en las playas. Durante este período de 24 horas, la Royal Air Force perdió 237 aviones (alrededor del 23% de su fuerza de combate) mientras que las pérdidas de la Luftwaffe ascendieron a 333, también alrededor del 23% de sus aviones, se hizo evidente para el mando alemán que el poder aéreo británico no estaba, después de todo, al borde del colapso. Los enfrentamientos navales fueron indecisos en esta etapa ya que la Royal Navy todavía estaba reuniendo su principal flota de destructores para atacar. Una pequeña fuerza de destructores, apoyada por el crucero HMS Manchester, intentó llegar a las playas de invasión desde Portsmouth, pero fueron hundidos fácilmente por el destructor alemán y los S-boots. Los buques más grandes de la Marina Real británica (incluidos acorazados, cruceros pesados y portaaviones) aún no irían a la zona de combate debido a su vulnerabilidad a los ataques aéreos y a los submarinos.
Los alemanes lograron avanzar unos veinte kilómetros tierra adentro e incluso capturaron los puertos de Folkestone y Newhaven, pero los muelles de Folkestone habían sido completamente destruido por los británicos, dejándolos más o menos inutilizables. Las fuerzas británicas y de la Commonwealth se movilizaron para participar plenamente en la batalla con el primer contraataque el 23 de septiembre, deteniendo el avance de los alemanes hacia Hastings y recuperando la orilla occidental de Newhaven. Los paracaidistas alemanes también fueron inmovilizados por la artillería de largo alcance dirigida al aeródromo capturado en Lympne por las fuerzas de retaguardia. En esta etapa, los alemanes tenían pocos tanques (incluidos tanques anfibios) y solo artillería ligera en tierra. Una creciente escasez de municiones los estaba obligando lentamente a retroceder hacia el mar. Al anochecer del 23 de septiembre, los alemanes tenían 10 divisiones en tierra, pero la mayoría fueron detenidas por contraataques y esperaban el resto de su equipo, suministros y personal (incluidos, fundamentalmente, tanques y artillería pesada) en la segunda y tercera oleadas.
La decisión de enviar la segunda y tercera oleadas de la invasión alemana se retrasó con la esperanza de que se pudiera lograr una posible captura de Dover o Newhaven. Cuando finalmente se dieron las órdenes en la tarde del 23 de septiembre, solo se dieron para las flotas que navegaban desde Calais y Dunkerque hacia las playas de Kent; no habría apoyo de seguimiento desde Le Havre a las fuerzas en tierra en Sussex ya que no había suficiente cobertura aérea y defensa naval. Al amanecer del 24 de septiembre, los escalones de seguimiento de los barcos y barcazas de invasión alemanes fueron interceptados a 15 kilómetros de sus objetivos de playa por una flota de la Marina Real británica de 17 cruceros, 57 destructores y lanchas torpederas a motor. El 65% de las barcazas alemanas, tres destructores alemanes y siete E-boots fueron hundidos por la pérdida de solo dos destructores británicos (hundidos por submarinos), además de dos cruceros y cuatro destructores dañados. Algunos de los barcos de transporte se separaron y se dirigieron a Folkestone, pero el puerto estaba tan dañado que sólo podían descargar dos a la vez. Como la Marina Real británica sólo sufrió pérdidas menores, se ordenó a la Home Fleet que se preparara para navegar hacia el Canal de la Mancha. Las divisiones alemanas en tierra sólo tenían munición suficiente para dos a siete días más de combate. Se pusieron en servicio vapores rápidos y transbordadores para iniciar la evacuación de las tropas alemanas de Folkestone y Rye. Se ordenó a las reservas alemanas restantes implicadas en el plan de invasión que se retiraran y se prepararan para el redespliegue a Polonia. Otros ataques aéreos y marítimos británicos interrumpieron la evacuación alemana durante los cuatro días siguientes. Las tropas alemanas que quedaban en Inglaterra finalmente se rindieron el 28 de septiembre.
Aunque los desembarcos de la primera oleada tuvieron más éxito de lo que se había previsto, la relativa debilidad de la marina alemana, combinada con la falta de supremacía aérea de la Luftwaffe, significó que no pudieron evitar que la Marina Real británica interceptara los cruces del Canal de la Mancha de la segunda y tercera oleada. La destrucción por parte de la Marina inglesa de las fuerzas de las oleadas siguientes impidió el reabastecimiento y el refuerzo de las tropas desembarcadas. Esto hizo que la posición de la fuerza de invasión inicialmente exitosa fuera insostenible; sufrió más bajas durante el intento de evacuación. De los 90.000 soldados alemanes que desembarcaron, el cálculo fue que solo 15.400 regresaron a Francia. 33.000 fueron hechos prisioneros, 26.000 murieron en los combates y 15.000 se ahogaron en el Canal de la Mancha. Los seis árbitros del juego de guerra consideraron que la invasión fue un rotundo fracaso.

## En la cultura popular
Numerosos libros y películas de historia alternativa que describen una hipotética victoria del Eje y sus devastadoras consecuencias incluyen la exitosa invasión de Gran Bretaña como uno de los puntos de divergencia de este escenario.
En el videojuego Empire Earth, la operación León Marino es la última batalla de la campaña alemana, dando a conocer que la VIII Flota atacaría a los alemanes en Inglaterra, pero los alemanes terminarían por hundir los barcos estadounidenses y evitando que la Real familia británica huyera a Canadá, asegurando el dominio sobre Inglaterra.